# 헤더 월쿼스트
헤더 월퀴스트(Heather Wahlquist, 1977년 5월 23일 ~ )는 미국의 배우이다.
오클라호마시티에서 태어났다.

## 출연 작품
- 러브 앤드 스킨 (2013년) - 데미 역
- 옐로우 (2012년)
- 마이 시스터즈 키퍼 (2009년) - 캘리 이모 역
- 알파 독 (2006년) - 완다 헤인스 역
- 노트북 (2004년) - 사라 터핑턴 역
- 존 큐 (2002년) - 줄리 버드 역
- 굿 어드바이스 (2001년)